# Roam like at home
Roam Like at Home (afgekort RLAH) is de term die gebruikt wordt om de nieuwe regels binnen de Europese Unie te omschrijven voor de regulering van internationale roamingtarieven binnen de EU. Sinds 15 juni 2017 kan men in het buitenland bellen en internetten vanuit de standaard belbundel.
Om er voor te zorgen dat consumenten niet massaal overstappen naar sim only's uit het buitenland (omdat dit wellicht goedkoper is) heeft de Europese commissie een zogeheten fair use policy in het leven geroepen. Dit houdt simpelweg in dat je met je mobiele telefonieabonnement maximaal 90 dagen per jaar gebruik mag maken van internet in het buitenland. In deze 90 dagen zit een periode van maximaal 30 dagen achtereen. De periode van 30 dagen is bepaald omdat de gemiddelde Europeaan niet langer dan 30 dagen van huis is.

## Landen

Landen waar in 2025 Roam Like at Home geldt

Landen waar Roam Like at Home geldt zijn de landen van de Europese Unie:
- België
- Bulgarije
- Cyprus
- Denemarken
- Duitsland
- Estland
- Finland
- Frankrijk
- Griekenland

- Hongarije
- Ierland
- Italië
- Kroatië
- Letland
- Litouwen
- Luxemburg
- Malta
- Nederland

- Oostenrijk
- Polen
- Portugal
- Roemenië
- Slovenië
- Slowakije
- Spanje
- Tsjechië
- Zweden

Landen van de Europese Economische Ruimte:
- Noorwegen
- IJsland
- Liechtenstein

Andere landen:
- Oekraïne (vanaf 1 januari 2026)
- Moldavië (vanaf 1 januari 2026)